# Paratropus legionarius
Paratropus legionarius är en skalbaggsart som beskrevs av Kanaar 1997. Paratropus legionarius ingår i släktet Paratropus och familjen stumpbaggar. Inga underarter finns listade i Catalogue of Life.